# Vlastimil Preis
Vlastimil Preis (12. února 1921, Praha – 8. února 2000) byl český fotbalista, československý reprezentant. Za československou reprezentaci odehrál 12 zápasů a vstřelil v nich 7 gólů, přičemž při svém posledním reprezentačním startu, v přátelském zápase s Polskem roku 1950, dosáhl hattricku. Pětkrát se stal mistrem republiky, v letech 1939, 1952 a 1954 se Spartou Praha a v letech 1949 a 1950 se Slovanem Bratislava. V československé a protektorátní lize nastřílel celkem 106 gólů (57 jich dal ve Spartě, 28 ve Slovanu a 21 přidal ještě v Čechii Karlín) a je tak členem Klubu ligových kanonýrů. V zahraničí hrál v roce 1947 za francouzský klub AS Cannes. Po skončení hráčské kariéry se věnoval trenérské činnosti, v letech 1957–1959 vedl například Spartu.